# صحافة مرئية

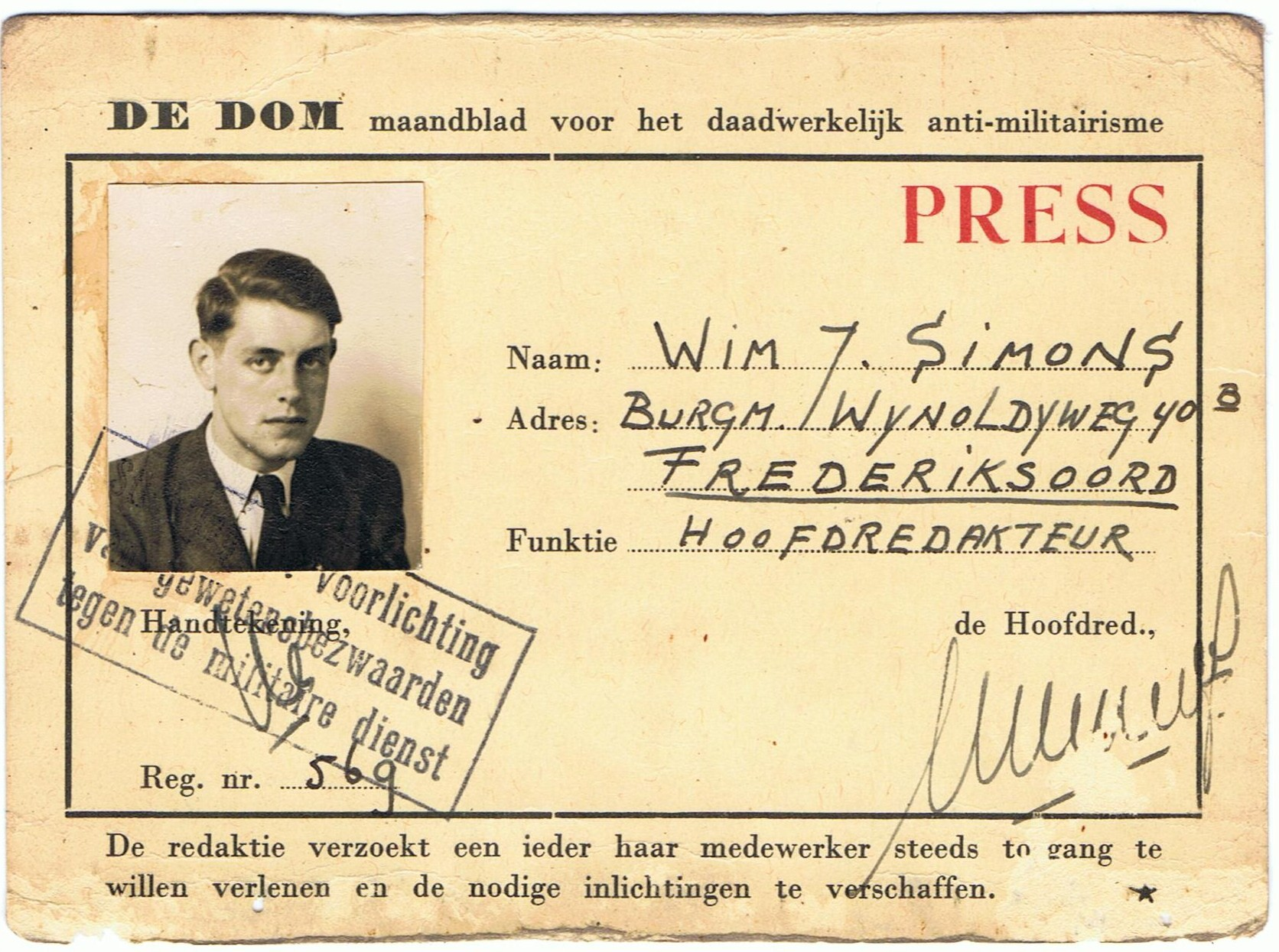

الصحافة المرئية هي الجمع بين الكلمات والصور بشكل إستراتيجي لنقل المعلومات.

## الشرح الشامل
تستند الصحافة المرئية على فكرة أنه في وقت التغيير المتلاحق غالبًا لا تستطيع الكلمات مواكبة المفاهيم. تتضمن الصحافة المرئية الرموز القديمة التي تردد صداها مع البشر عبر الثقافات والوقت وتنقل المعنى على الفور بشكل عميق. والصحافة المرئية هي ثمرة ممارسة تسهيل الرسومات والتسجيل الذي بدأ في الدخول إلى قاعات مجلس إدارة الشركات والمؤتمرات واجتماعات بيوت الخبرة في سبعينيات القرن العشرين بقيادة ديفيد سيبات مؤسس جروف للاستشارات الدولية. ولكن ترجع أصوله إلى رسوم الكهوف القديمة ثم انتقل إلى أعمال المصممين والمعماريين والمهندسين. وانتقلت مؤخرًا الصور التفاعلية من هذا النوع إلى الاستخدامات العامة في جميع أنواع المشاركات الجماعية. والأب الروحي لعلماء هذا النوع المرئي من الاتصالات هو روبرت هورن الحاصل على الدكتوراه وزميل جامعة ستانفورد ومؤلف كتاب اللغة المرئية (Visual Language).

## المعنى المقترح
الصحافة المرئية ليست مجموعة رموز ذات معنى محدد ولكنها صور تشير إلى معانٍ مركبة، ووفقًا للتقاليد المصرية للخرطوش فهي تحتوي على كلمات. لا تقدم الرموز المعنى فقط ولكنها تشارك في تقديم المعنى وتركيبه مع عبارات موحية وهي مصممة لإثارة التفكير الإبداعي. واللغة المرئية هي أداة واحدة وصفها الكاتب دانيل بينك في كتابه عقل جديد شامل (A Whole New Mind) عن ظهور «العصر التصوري» حيث يتعين على الناس تقبل الغموض والتواصل سريعًا، غالبًا قبل الاستعداد للتعبير عن المفاهيم في الكتابة التقليدية.